# Хункяр джамия (Воден)
Вижте пояснителната страница за други значения на Хункяр джамия.
Хункяр джамия (на гръцки: Χουνκιάρ Τζαμί; на турски: Hünkâr Camii) е бивш мюсюлмански храм във Воден (Едеса), Гърция.

## Местоположение
Разположена е в центъра на града, на улица „Пела“, пред часовниковата кула на бившата Воденска чаршия.

## История
Джамията е имала два входа – откъм днешната улица „Пела“ и откъм днешната улица „Агиос Димитриос“. Минарето на джамията е разрушено, а самата сграда е преустроена в дружеството и киносалона „Мегас Александрос“.